# Уствольская, Галина Ивановна
Гали́на Ива́новна Уство́льская (17 июня 1919 года, Петроград — 22 декабря 2006 года, Санкт-Петербург) — советский и российский композитор, заслуженный деятель искусств Российской Федерации (1993).

## Биография
Окончила десятилетнюю школу при Ленинградской консерватории, в 1937 году поступила в Музыкальное училище имени Римского-Корсакова, в 1939 году поступила в консерваторию, стала единственной ученицей в классе композиции Шостаковича. В 1941 году эвакуировалась с консерваторией в Ташкент. С 1944 года продолжила учёбу по классу композиции Штейнберга, после его кончины в декабре 1946 года продолжила обучение у Шостаковича, окончив консерваторию в 1947 году.
В 1947–1977 годах работала преподавателем композиции в ленинградском Музыкальном училище имени Римского-Корсакова.
В 1948 году наряду с другими композиторами попала под критику за «формализм», после чего написала ряд сочинений близких по духу к соцреализму. С 1950-х годов постепенно выработала специфический стиль, с предельно аскетическим музыкальным языком, для которого характерна высочайшая сосредоточенность, редкий драматизм, насыщенность духовным поиском; такие сочинения стали исполняться с начала 1960-х годов (первой стала Соната для скрипки и фортепиано).
В 1962 году во время своего визита в СССР произведение Г. Уствольской (скрипичную сонату) услышал И.Ф. Стравинский, который потом сказал: «Вот теперь я понимаю, что такое "железный занавес"».
В 1970-е она стала культовой фигурой, о которой, впрочем, знали только немногие её поклонники в Ленинграде и Москве. Широкое признание пришло к композитору только после исполнения её сочинений на Голландском фестивале в 1989 году. Концерты и фестивали с музыкой Уствольской стали проводиться в Европе и всё чаще, некоторые из них она посетила лично (1995, 1996 — Амстердам, 1998 — Вена, 1999 — Берн, 2004 — Бостад), а издательство Сикорски получило права на публикацию всех её произведений. Уствольская отклоняла любые предложения эмигрировать из России.
Вела отшельническую жизнь, до последних дней продолжая работать. Умерла  22 декабря 2006 года на 88-м году жизни. Похоронена в Петербурге на Волковском лютеранском кладбище, 11-й участок.

## Семья
Муж — композитор Константин Багренин (род. в 1941), брак зарегистрирован в декабре 1966 года.

## Творчество
Шостакович высоко ценил творчество Уствольской и предсказал ему всемирное признание. Он дарил ей рукописи некоторых своих сочинений и интересовался ее мнением о них, просил совета. В своем Струнном квартете № 5 и в Сюите на стихи Микеланджело (№ 9) Шостакович использовал вторую тему из финала Трио для кларнета, скрипки и фортепиано Уствольской. В одном из писем он ей писал: «не ты находишься под моим влиянием, а я под твоим».
Широко цитируются слова Виктора Суслина, с которым Уствольская состояла в дружеской переписке и который готовил публикацию её сочинений в издательстве «Сикорски», он называл её «голосом из „Чёрной дыры“ Ленинграда, эпицентра коммунистического террора, города, пережившего столь ужасные страдания и муки войны». История, политика и общественная жизнь её абсолютно не интересовали; постоянный и интенсивный процесс сочинения занимал все её мысли.
Борис Тищенко сравнивал её музыку с «узостью лазерного луча, прошивающего металл».
Как отметил Роман Рудица, «Галина Уствольская — музыкант значительного масштаба прежде всего потому, что масштабны её интонационные идеи. Эти идеи стали частью нашей слуховой жизни, они оказали значительное влияние на музыкальное мышление эпохи.»

## Исполнители
К сочинениям Уствольской обращались такие исполнители, как Анатолий Ведерников, Мстислав Ростропович, Алексей Любимов, Олег Малов, Иван Соколов, Рейнберт де Леу, Маркус Хинтехойзер, Фрэнк Деньер, Марианна Шрёдер, Антоний Барышевский и другие.

## Признание
Шостакович в своём Струнном квартете № 5 и в девятой пьесе Сюиты на стихи Микеланджело использовал вторую тему из финала Трио для кларнета, скрипки и фортепиано Уствольской.
Уствольская — лауреат Гейдельбергской премии за достижения в области искусства (1992). В 1993 году Американский биографический институт назвал её человеком года. О ней сняты три документальных фильма — нидерландским телевидением в 1993 и 2005 годах и российским телеканалом «Культура» в 2004 году. В СССР Уствольскую считали талантливым, но не выдающимся композитором, исполняли её не больше, чем композиторов второго ряда.
С конца 1980-х годов интерес к её музыке начал расти и не только на родине, но и в Европе. В 1995 году Президент России назначил ей пожизненную пенсию. С начала 2000-х годов её музыку стали исполнять на родине всё реже, отчасти из-за откровенных высказываний о Шостаковиче, которые не одобрялись в том числе такими влиятельными российскими музыкальными деятелями, как Сергей Слонимский и Родион Щедрин.
В год её 90-летия в Москве и Санкт-Петербурге (2009) прошли два юбилейных концерта, организованных Алексеем Любимовым; в год 100-летия в Москве и Санкт-Петербурге прошло несколько юбилейных концертов. В Европе сохраняется более высокий интерес к музыке композитора. Даже в год 100-летия Уствольская не получила от властей никаких знаков внимания — её именем не названы школы, на её доме нет памятной доски и так далее.

## Сочинения
1. Концерт для фортепиано, полного струнного оркестра и литавр (1946)
2. Первая соната для фортепиано (1947)
3. «Сон Степана Разина». Былина для баса и симфонического оркестра (1948)
4. Трио для кларнета, скрипки и фортепиано (1949)
5. Октет для двух гобоев, четырёх скрипок, литавр и фортепиано (1949—1950)
6. Вторая соната для фортепиано (1951)
7. Третья соната для фортепиано (1952)
8. Соната для скрипки и фортепиано (1952)
9. Двенадцать прелюдий для фортепиано (1953)
10. Сюита для симфонического оркестра («Спортивная») (1955)
11. Первая симфония для большого оркестра и двух солистов-мальчиков. Текст Дж. Родари (1955)
12. Четвёртая соната для фортепиано (1957)
13. Поэма № 1 («Огни в степи») (1959)
14. Поэма № 2 («Подвиг героя») (1957)
15. Большой дуэт для виолончели и фортепиано (1959)
16. Дуэт для скрипки и фортепиано (1964)
17. Композиция № 1. Dona nobis pacem для флейты пикколо, тубы и фортепиано (1970—1971)
18. Композиция № 2. Dies irae для восьми контрабасов, ударных и фортепиано (1972—1973)
19. Композиция № 3. Benedictus, qui venit для четырёх флейт, четырёх фаготов и фортепиано (1974—1975)
20. Вторая симфония «Истинная, Вечная Благость» для оркестра и голоса соло. Текст Германа Расслабленного (1979)
21. Третья симфония «Иисусе Мессия, спаси нас!» для духовых, ударных, контрабаса, чтеца и фортепиано. Текст Германа Расслабленного (1983)
22. Четвёртая симфония «Молитва», для контральто, трубы, фортепиано и тамтама. Текст Германа Расслабленного (1985—1987)
23. Пятая соната для фортепиано (1986)
24. Шестая соната для фортепиано (1988)
25. Пятая симфония «Amen», для скрипки, гобоя, трубы, тубы, ударных и солиста (1989—1990)